# Irem M-62
Irem M-62 es una Placa de arcade creada por Irem destinada a los salones arcade.

## Descripción
El Irem M-62 fue lanzada por Irem en 1984. Es reconocida por poseer en su catálogo juegos importantes para la industria, como Kung-Fu Master, Lode Runner o Spelunker. Mediante Jumper, puede tener distintas configuraciones.
Posee un procesador Z80 a 4 MHz , en el audio estaba a cargo el  M6803 a 894.886 kHz manejando dos chip de sonido  AY-3-8910 a 894.886 kHz o dos MSM5205 a 384 kHz.
En esta placa funcionaron 12 títulos.

## Especificaciones técnicas

### Procesador
- Z80 a 4 MHz

### Audio
- M6803 a 894.886 kHz

Chips de Sonido:
- - 2x AY-3-8910 a 894.886 kHz, 2x MSM5205 a 384 kHz

## Lista de videojuegos
- Horizon
- Kid Niki: Radical Ninja / Kaiketsu Yanchamaru
- Kung-Fu Master / Spartan X
- Lode Runner
- Lode Runner : Majin No Fukkatsu / Lode Runner : Golden Labyrinth
- Lode Runner : Teikoku Karano Dasshutsu
- Lode Runner : The Bungling Strikes Back
- Lot Lot
- Spelunker
- Spelunker II
- The Battle-Road
- Youjyuden